# Paolo Lorenzi
Paolo Lorenzi (Roma, 15 dicembre 1981) è un ex tennista italiano.
Nella sua longeva carriera, decollata a un'età relativamente avanzata, in singolare ha vinto un torneo del circuito maggiore a Kitzbühel nel 2016, mentre nelle prove del Grande Slam non ha mai superato gli ottavi di finale. Vanta inoltre 21 titoli dell'ATP Challenger Tour ed è stato 33º del ranking ATP nel 2017.

## Carriera

### I primi anni da professionista: tornei Futures e Challengers
La sua carriera professionistica inizia nel 1999 al Futures di Valdengo; nel cosco dell'annata e di quella successiva non va oltre il secondo turno. Nel 2001 raggiunge per la prima volta i quarti a Trani. Nel 2002 perde all'Italy F4 di Oristano la sua prima semifinale, la settimana successiva disputa all'Italy F5 di Selargius la prima finale e viene sconfitto dal francese Cadart.
Nel 2003 debutta anche nel circuito Challenger a Recanati con una sconfitta. La settimana successiva si spinge fino alla semifinale e cede a Francisco Fogues. Al Futures di Valpovo in Croazia conquista il primo titolo in carriera. Nei successivi tornei non va oltre i quarti di finale; a fine anno avrà guadagnato 138 posizioni del ranking. Nel 2004 raggiunge i quarti nei Challenger di Mantova e San Benedetto del Tronto e l'unica semifinale dell'anno a Cordenons, ma gli scarsi risultati della parte finale di stagione lo fanno uscire dalla top 300. Nel 2005 raggiunge la semifinale al Challenger di Canberra e in estate conferma i quarti a Mantova; stesso risultato ottiene a Trani in agosto e a Sunderland in novembre chiudendo la stagione al 264º posto, dopo aver toccato la 247ª posizione.
Nel 2006 ottiene il suo primo accesso in un main draw del circuito maggiore superando le qualificazioni al torneo di Adelaide con i successi su Jean-René Lisnard, Jamie Delgado e Frédéric Niemeyer. Al primo turno incontra un giovanissimo Andy Murray che lo sconfigge in rimonta. Raggiunge la finale al Challenger di San Luis Potosí e viene sconfitto da Rainer Eitzinger in tre set. Esce nei quarti al Challenger di Roma e in semifinale a Milano e a Costanza. Conquista a settembre il suo primo titolo Challenger a Tarragona senza perdere alcun set e battendo in finale Younes El Aynaoui per 6-4, 7–6(4). La vittoria lo porta al 171º posto del ranking mondiale, posizione che migliora ulteriormente nei mesi successivi fino al 164º posto, ottenuto dopo il torneo di Barcellona, dove viene superato nei quarti da Federico Luzzi.

### 2007
L'ingresso tra i primi duecento del mondo gli permette di giocare le qualificazioni dei tornei del circuito maggiore. Viene eliminato al primo turno degli International Series di Costa de Sauipe, di Buenos Aires e all'International Series Gold di Acapulco. Al Challenger di Salinas raggiunge la semifinale sia in singolare che in doppio con Fernando Vicente. Esce al primo turno delle qualificazioni nei Masters di Miami e Monte Carlo. Entra invece nel tabellone principale a Barcellona dove al primo turno supera dopo 170 minuti di gioco Stefano Galvani per 6-7, 6-2, 7–6 e viene eliminato da Agustín Calleri. Nelle qualificazioni del Roland Garros perde al terzo turno e in quelle di Wimbledon al secondo. Alle qualificazioni degli Us Open esce di scena dopo il primo match.

### 2008
Anche alle qualificazioni degli Australian Open 2008 viene subito eliminato e a febbraio vince un titolo Futures in Italia. A Dubaie al Masters di Roma perde al primo turno delle qualificazioni, mentre supera un turno di qualificazioni al Roland Garros ed esce al secondo è battuto da Marc López. ASi aggiudica il titolo al successivo Challenger di Alessandria battendo in finale Simone Vagnozzi per 4-6 7-6 7-6.
Anche a Wimbledon perde al primo turno di qualificazione mentre agli Us Open esce al secondo. Chiude l'anno Lorenzi a ridosso della top 200 in singolare. In doppio si impone nel Challenger di San Benedetto del Tronto in coppia con Júlio Silva e in due Futures in coppia con Giancarlo Petrazzuolo, con il quale raggiunge anche una finale in un Challenger e una in un Futures.

### 2009
Come nel 2008 esce al primo turno nelle qualificazioni agli Australian Open, la settimana successiva ottiene il suo sesto titolo (quarto del circuito Futures) ad Abidjan senza perdere alcun set. A Dubai supera un turno di qualificazioni contro Marco Crugnola e perde al secondo turno contro Marco Chiudinelli. Nei mesi successivi si dedica con buoni risultati al circuito Challenger, in aprile esce in semifinale a Roma e perde poi le finali a San Luis Potosí da Santiago Giraldo e a Tenerife, di nuovo contro Chiudinelli.
Sfiora la qualificazione al Roland Garros, dove elimina Guillermo Cañas e Daniel Muñoz de la Nava e perde contro Ilija Bozoljac.
Il mese successivo si aggiudica il Challenger di Reggio Emilia, elimina tra gli altri Daniele Bracciali e Flavio Cipolla e in finale ha la meglio su Jean-René Lisnard per 7-5, 1-6, 6-2. Si ripete subito dopo vincendo il Challenger di Fiume dove supera al secondo turno il nº 68 del mondo Iván Navarro e batte in finale Blaž Kavčič in due set.
A luglio arriva ai quarti sia a Recanati che a Orbetello dove conquista anche il secondo titolo Challenger in doppio, di nuovo in coppia con Petrazzuolo. Dopo le semifinali a Como centra il terzo titolo dell'anno al Ljubljana Open vincendo in rimonta la finale contro Grega Žemlja per 1-6, 7–6, 6-2.
La successiva finale persa a Tarragona contro Daniel Gimeno Traver gli consente comunque di entrare per la prima volta nei primi 100 del ranking ATP; viene inoltre ammesso al tabellone principale del torneo ATP 250 di Lione e viene eliminato al primo turno. Chiude la stagione con il nuovo miglior ranking di singolare all'84º posto mondiale.

### 2010
La migliorata situazione di classifica gli permette di accedere ad altri tabelloni principali del circuito ATP ed esce al primo turno a Doha e a Auckland. Accede anche per la prima volta in carriera al tabellone principale di uno Slam agli Australian Open e cede al primo turno a Marcos Baghdatis per 6-2, 6-4, 6-4. Ritocca comunque il miglior ranking ATP in singolare arrivando all'83ª posizione. Esce insieme a Christophe Rochus anche al primo turno in doppio. Esce al primo turno anche nei successivi quattro tornei ATP 250 e al suo debutto nei Masters 1000 di Indian Wells e di Miami. Accede invece al secondo turno al Masters 1000 di Roma con la vittoria su Albert Montañés e viene battuto da Robin Söderling in due set. A maggio viene convocato per la prima volta da Corrado Barazzutti per la Coppa Davis per la sfida contro i Paesi Bassi, viene schierato a risultato acquisito e porta agli azzurri il quarto punto battendo Igor Sijsling per 6-4, 6-3.
A maggio debutta anche allo Slam parigino ed esce al primo turno. Gioca anche il doppio in coppia con Andrej Golubev, superano al primo turno Falla e Giraldo e vengono eliminati da Ascione/Recouder, risultato con cui sale al 267º posto nel ranking di doppio. A Wimbledon ritrova Albert Montañés e perde in tre set. Sull'erba aveva già debuttato al Queens battendo al primo turno Pere Riba per poi essere eliminato dal nº 3 del mondo Novak Đoković.
Nella seconda metà dell'anno l'unico 250 a cui prende parte è quello di Umago e non supera il primo turno. Al Challenger di Rimini conquista l'unico trofeo in singolare dell'anno, battendo in finale Federico Delbonis 6-2, 6-0. A ottobre vince anche un titolo di doppio al Challenger di Asunción in coppia con Fabio Fognini, superano in finale per 6-3, 6-4 Carlos Berlocq e Brian Dabul.

### 2011
Partendo da una classifica peggiore rispetto a dodici mesi prima, non ha molte occasioni di giocare i tornei del circuito maggiore. Tenta le qualificazioni al 500 di Dubai ed esce al secondo turno. A marzo supera le qualificazioni al Masters di Miami ai danni di João Souza e Daniel Muñoz de la Nava, al primo turno batte Ivan Ljubičić 7–6, 6-1, prima di arrendersi in due set al nº 18 del mondo, Richard Gasquet.
In primavera vince il doppio al Challenger di Barranquilla in coppia con Flavio Cipolla, grazie al successo in finale su Alejandro Falla e Eduardo Struvay. Vince anche il singolare all'Open Pereira, dove conquista il suo settimo titolo Challenger superando in finale Rogério Dutra da Silva.
A maggio supera i due turni di qualificazione agli Internazionali d'Italia contro Pablo Andújar e di Gianluca Naso per poi eliminare al primo turno Thomaz Bellucci per 7–6, 6-3. Al secondo turno il tabellone gli riserva lo scontro con Rafael Nadal al quale Lorenzi strappa il primo set per 7–6 e perde i restanti due.
Sconfitto nelle qualificazioni al Roland Garros, esce in semifinale al Challenger di Fiume e in coppia con Júlio Silva si aggiudica il titolo di doppio senza perdere alcun set.
Esce nelle qualificazioni in singolare anche a Wimbledon, mentre in coppia con Flavio Cipolla le supera in doppio e vengono eliminati al primo turno. Sempre in doppio, esce con Fabio Fognini al primo turno anche al torneo di Stoccarda, mentre le semifinali raggiunte al Challenger di Orbetello in coppia con Matteo Baldi gli permette di salire al 169º posto nel ranking.
Nella trasferta negli Stati Uniti esce al primo turno a Washington e nelle qualificazioni degli US Open.
L'ultimo risultato di rilievo dell'anno arriva con il titolo al Challenger di Lubiana, dove si conferma campione senza perdere alcun set e a fine anno risale al 108º posto del ranking.

### 2012
Al primo turno degli Australian Open il sorteggio gli oppone subito Novak Đoković, che gli concede solo due giochi. La settimana successiva disputa l'unica finale di doppio dell'anno, persa in coppia con Miguel Lopez Jean al Challenger di Bucaramanga. Eliminato al primo turno del 250 di Viña del Mar, perde la finale al Challenger Salinas contro Guido Pella e rientra nella top 100. Supera le qualificazioni a Indian Wells ed esce al primo turno. Subito dopo perde anche la finale al Challenger di Guadalajara contro Thiago Alves. Esce nelle qualificazioni anche al successivo Masters 1000 di Miami. Di nuovo raggiunge la finale al Challenger di San Luis Potosí e viene battuto da Rubén Ramírez Hidalgo. Nel 250 di Houston supera Wayne Odesnik in tre set e al secondo turno viene eliminato dal nº 15 del mondo Feliciano López. Perde la finale anche al Challenger di Sarasota contro Sam Querrey.
Eliminato al turno di esordio al 500 di Barcellona, all'Estoril supera Édouard Roger-Vasselin e al secondo turno raccoglie solo due giochi contro il futuro finalista del torneo Richard Gasquet. Perde al secondo turno contro Gasquet anche al Foro Italico è Gasquet, dopo che l'italiano aveva superato all'esordio Nikolaj Davydenko in tre set. Non va oltre il primo turno al Roland Garros e sull'erba del Queen's, mentre sconfigge Ivan Dodig a 's-Hertogenbosch e viene eliminato al secondo turo da Xavier Malisse. Esce di nuovo al primo turno a Wimbledon e nei 250 di Umago e di Atlanta. Coglie il primo successo dell'anno nel Challenger di Cordenons con la vittoria in finale contro Daniel Gimeno Traver per 7–6, 6-3. Il sorteggio degli US Open gli mette di nuovo subito di fronte Novak Đoković, contro il quale deve di nuovo accontentarsi di due soli game. A settembre raggiunge la sesta finale di stagione al Challenger di Todi ed è costretto al ritiro contro Andrej Kuznecov quando era in svantaggio 3-6, 0-2.
Costretto al ritiro anche al secondo turno al 250 di San Pietroburgo, a Vienna supera in due set la testa di serie nº 7 Benoît Paire e Vasek Pospisil prima di arrendersi ai quarti contro Gilles Müller. Il secondo titolo stagionale giunge nel Challenger di Medellin con il successo dopo tre ore di gioco su Leonardo Mayer per 7-6,  6-7, 6-4. Mayer si prende la rivincita la settimana successiva in finale al Challenger di Guayaquil vincendo in due set. Lorenzi porta il miglior ranking alla 63ª posizione. Partecipa come testa di serie nº 2 alla seconda edizione delle ATP Challenger Tour Finals, vince solo il primo match contro Gastão Elias e viene eliminato dopo le sconfitte subite nel round robin contro Victor Hănescu e Aljaž Bedene.

### 2013 – Primo titolo ATP in doppio
Inizia l'anno raggiungendo i quarti a Doha eliminando Albert Ramos Viñolas e Lukáš Rosol, e viene sconfitto da David Ferrer per 6-3, 6-0. Eliminato all'esordio all'ATP 250 di Auckland, arriva agli Australian Open da numero 59 del mondo e cede al primo turno in 4 set contro Kevin Anderson dopo quasi tre ore di gioco. I buoni risultati degli ultimi mesi gli valgono la terza convocazione della carriera in Coppa Davis per il primo turno del World Group contro la Croazia, e viene sconfitto nel primo singolare da Marin Čilić dopo essere stato in vantaggio di 2 set a 1. 
Torna a raggiungere i quarti di finale nel 250 di Viña del Mar dove, eliminati Gianluca Naso e Tommy Robredo, perde con Jérémy Chardy per 6-2, 6-3. Nello stesso torneo vince il primo titolo ATP in doppio in coppia con Potito Starace, battendo in finale Rafael Nadal, al suo rientro dopo l'infortunio e vincitore in singolare, e Juan Mónaco per 6-2, 6-4. Sconfitto al primo turno a San Paolo e a Buenos Aires, al 500 di Acapulco supera la testa di serie nº Benoît Paire in tre set e Pablo Andújar per 6-4, 6-3, prima di perdere ancora contro la testa di serie nº 1 David Ferrer per 6-3, 6-1. Nello stesso torneo coglie ancora un buon risultato in doppio, raggiungendo la semifinale in coppia con Thomaz Bellucci.
Grazie a questo risultato entra, sebbene per poco, nei primi cinquanta del mondo; raggiunge il secondo turno a Indian Wells e viene sconfitto da Gilles Simon, mentre perde al primo turno al successivo Masters 1000 di Miami contro Nikolaj Davydenko. Raggiunge poi i quarti di finale a Houston e viene eliminato da Nicolás Almagro, il secondo turno nell'ATP 500 di Barcellona e nel 250 all'Estoril, mentre non va oltre il primo turno agli Internazionali d'Italia, a Nizza, al Roland Garros, a Wimbledon, Amburgo, a Umago, agli US Open e a San Pietroburgo. In questa fase centrale dell'anno dunque l'unico turno superato è stato il primo di 's-Hertogenbosch (contro Thiemo de Bakker) e la discesa in classifica gli impone di giocare le qualificazioni senza successo a Pechino. Le supera a Shanghai e al primo turno viene eliminato da Fabio Fognini. Chiude la stagione ATP a Mosca, dove supera Filippo Volandri per ritiro e perde da Andreas Seppi; nemmeno nei restanti tornei Challenger ottiene risultati di rilievo e chiude l'anno fuori dalla top 100.

### 2014 – Prima finale ATP in singolare
Apre la stagione con due tornei Challenger: perde la finale all'Open Bucaramanga contro Alejandro Falla in due set ed esce in semifinale a Chitré. Al debutto annuale nel circuito ATP a Viña del Mar viene eliminato al secondo turno da Guillermo García López e non riesce quindi a difendere i quarti di finale dell'anno precedente. Raggiunge la prima finale ATP in singolare della carriera a San Paolo con i successi in due set su Pere Riba e Rogério Dutra da Silva, nei quarti elimina la testa di serie nº 4 Juan Mónaco in tre set. In semifinale supera per ritiro la testa di serie nº 1 Tommy Haas quando Lorenzi era in vantaggio per 6-3, 3-2. In finale cede a Federico Delbonis che lo supera dopo oltre due ore di gioco con il punteggio di 4-6, 6-3, 6-4; grazie a questo buon risultato Lorenzi rientra nella top 100. Passando dalle qualificazioni accede anche al main draw di Indian Wells, dove batte al primo turno Pablo Carreño Busta 3-6, 6-2, 6-1, per poi cedere al secondo contro Marin Čilić. Viene eliminato al primo turno delle qualificazioni al Masters 1000 di Miami.
Disputa per la quarta volta la finale al Challenger di San Luis Potosí e per la prima volta si aggiudica il trofeo, battendo in finale Adrián Menéndez Maceiras in due set. Grazie a questa vittoria scala 22 posizioni nel ranking mondiale fino alla posizione 85. Esce poi al primo turno agli Internazionali d'Italia e al Roland Garros. La stagione sull'erba lo vede uscire al primo turno al Queen's, a 's-Hertogenbosch e a Wimbledon, dove raccoglie cinque giochi contro Roger Federer. Agli US Open, grazie al ritiro al terzo set di Yoshihito Nishioka, che aveva perso i primi due, vince il suo primo incontro in un torneo del Grande Slam dopo tredici eliminazioni al primo turno. In seguito supera un turno a Metz prima di perdere con Philipp Kohlschreiber. In ottobre conquista il secondo titolo dell'anno a Cali superando in finale Estrella Burgos per 4-6, 6-3, 6-3.

### 2015 – ATP Challenger Tour Finals
Ottiene la prima vittoria agli Australian Open dove supera per la prima volta in carriera un turno grazie al successo sul nº 23 del mondo Dolhopolov per 6-4, 6-3, 6-2; esce nel turno successivo per mano di Pospisil. Si spinge fino ai quarti a Quito superando Falla prima di arrendersi a Verdasco. A San Paolo viene eliminato al primo turno in singolare, ma raggiunge la seconda finale ATP della carriera in doppio in coppia con Schwartzman. Torna alla vittoria a Buenos Aires contro Bellucci e perde al secondo turno contro Delbonis. Eliminato al primo turno di Miami da Kližan, perde la semifinale contro McGee a San Luis Potosí, dove era campione uscente.
Dopo le sconfitte al primo turno a Barcellona che a Roma, conquista il primo titolo della stagione al Challenger di Eskişeir superando in finale Cervantes con due tie-break. Perde al primo turno anche al Roland Garros e a Wimbledon. Torna a superare un turno nel circuito maggiore a Umago, dove batte in tre set Matteo Trevisan prima di perdere con Kohlschreiber. È di nuovo in un Challenger che Lorenzi torna al successo, a inizio agosto infatti vince a Cortina d'Ampezzo battendo in finale Máximo González per 6-3, 7-5, e conquistando anche il titolo di doppio in coppia con Matteo Viola. Non supera il primo turno agli US Open.
In settembre torna a giocare in Coppa Davis battendo, nell'ultimo (e ininfluente) match di spareggio contro la Russia, Kravčuk. A Metz batte Darcis e viene eliminato di nuovo da Kohlschreiber. A ottobre conquista due titoli Challenger consecutivi, a Pereira batte in finale González per 4-6, 6-3, 6-4 e a Medellín supera Gonzalo Lama, che si ritira durante il secondo set della finale. Sempre in Colombia raggiunge la quinta finale della stagione all'Open Bogotá e cede al giocatore locale Eduardo Struvay. Chiude la stagione alle ATP Challenger Tour Finals a San Paolo del Brasile ed esce nel Round Robin con una vittoria e due sconfitte.

### 2016 – Primo titolo ATP in singolare e numero 1 italiano
Inizia la stagione uscendo al primo turno a Doha e la settimana successiva vince il Challenger a Canberra superando in finale Dodig per 6-2, 6-4. Perde al primo turno anche agli Australian Open. Al successivo Challenger di Bucaramanga raggiunge per la seconda volta la finale (come nel 2014) e viene di nuovo sconfitto all'atto conclusivo, stavolta da Gerald Melzer. Conquista i primi successi nel circuito maggiore a Quito dove, da testa di serie numero sei, si spinge fino alle semifinali battendo nei quarti il nº 20 del mondo Tomić e perde contro Bellucci in tre set. A Buenos Aires supera in tre set Andújar e Schwartzman e cede nei quarti a Nadal per 7-6, 6-2. Nel torneo argentino raggiunge la finale di doppio in coppia con Iñigo Cervantes e vengono sconfitti da Farah - Cabal per 6-3, 6-0. Dopo questo torneo Lorenzi tocca di nuovo la posizione numero 50 nella classifica mondiale, quasi tre anni dopo la prima volta del marzo 2013. All'ATP 500 di Rio elimina Marco Cecchinato in tre set e perde nettamente al secondo turno con Delbonis. È tra i protagonisti della sfida diDavis vinta 5-0 a Pesaro contro la Svizzera battendo Marco Chiudinelli nella prima giornata e, a risultato acquisito, Antoine Bellier.
Al primo turno di Monte Carlo supera per la prima volta in carriera Fognini, battuto per 2-6, 6-0, 6-1, ed esce al secondo turno contro il nº 16 del mondo Monfils. Si spinge di nuovo fino ai quarti a Bucarest eliminando ancora Schwartzman e poi Taro Daniel prima di cedere a Pouille in tre set. Esce al secondo turno all'Estoril e al turno di esordio agli Internazionali d'Italia. Al Challenger di Mestre arriva alla semifinale. Sconfitto al primo turno all'Open di Francia, vince il successivo Challenger di Caltanissetta superando Giannessi in semifinale e Donati in finale. Non vince alcun incontro nei tre tornei disputati sull'erba, tra cui quello a Wimbledon. A luglio perde il doppio con Fognini nel quarto di finale di Davis contro l'Argentina. Il 23 luglio 2016 Lorenzi diventa il giocatore più anziano al mondo (34 anni, 7 mesi e 19 giorni) ad aggiudicarsi per la prima volta in carriera un torneo del circuito ATP; sulla terra rossa di Kitzbühel supera Roberto Carballés Baena, Jan-Lennard Struff e Gerald Melzer e sconfigge in finale Nikoloz Basilašvili con il punteggio di 6-3, 6-4. Diventa così il 22º giocatore italiano ad aggiudicarsi un trofeo del circuito maggiore e raggiunge la 41ª posizione del ranking ATP. Il 1º agosto sale alla 40ª e diventa per la prima volta il n° 1 italiano davanti a Fabio Fognini. Non supera la semifinale agli Internazionali di Tennis del Friuli Venezia Giulia.
Agli Us Open raggiunge per la prima volta il terzo turno in uno Slam, elimina Carlos Berlocq e, dopo una maratona di 4 ore e 54 minuti, la testa di serie nº 30 Gilles Simon al tie break del quinto set. Viene eliminato dal nº 2 del mondo Andy Murray in quattro set. A San Pietroburgo raggiunge i quarti di finale prima di arrendersi al nº 9 del mondo Tomáš Berdych. A Chengdu sconfigge John Millman e al secondo turno perde da Schwartzman, mentre non va oltre il primo turno all'ATP 500 di Pechino. Al Masters 1000 di Shanghai supera in rimonta García López e cede al secondo turno contro il nº 6 del mondo Milos Raonic. Esce al secondo turno anche alla Kremlin Cup, sconfitto da Fognini. Allo Swiss Indoors, batte in due set Nicolas Mahut e viene eliminato da Kei Nishikori. Nel Masters di Parigi-Bercy sconfigge il tennista di casa Benoît Paire e viene eliminato da Pablo Cuevas. Chiude la stagione al quarantesimo posto del ranking mondiale, mantenendo il primo posto tra i tennisti italiani.

### 2017 – Ottavi agli US Open e miglior ranking
Inizia l'anno con la sconfitta al primo turno a Doha e al secondo turno a Sydney. Agli Australian Open supera Duckworth in quattro set e al secondo turno cede a Troicki dopo 3 ore e 52 minuti di gioco in cinque set. In Coppa Davis, nella trasferta contro l'Argentina vince contro Pella in tre set regalando all'Italia il primo punto della sfida poi vinta dagli azzurri, che accedono ai quarti di finale. All'Ecuador Open è la testa di serie nº 3, dopo un bye al primo turno supera in due set Matthew Ebden, nei quarti di finale Rajeev Ram e in semifinale la testa di serie nº 2 Albert Ramos Viñolas. Alla sua terza finale ATP, cede al campione in carica Víctor Estrella Burgos con il punteggio di 6-7, 7-5, 7-6. Il 13 febbraio sale alla posizione n° 37 del ranking ATP riconquistando la leadership nazionale davanti a Fabio Fognini, che deterrà fino al 2 aprile. Nei tornei successivi di Buenos Aires e Rio esce al primo turno. Torna a vincere un match ad Acapulco contro Lu, e poi perde in maniera netta da Nadal.
Al Masters 1000 di Indian Wells supera in due set Robin Haase e cede al turno successivo contro il nº 3 del mondo Stan Wawrinka, mentre a Miami perde al turno di esordio da Mannarino. Nella trasferta di Coppa Davis persa 3-2 contro il Belgio valevole per un posto in semifinale, perde entrambi i singolari con Steve Darcis e David Goffin. Al Grand Prix Hassan II raggiunge i quarti di finale battendo Guillermo García López e Gianluigi Quinzi, e cede a Jiří Veselý nel tie-break del set decisivo. Al Masters 1000 di Monte Carlo supera Marcel Granollers e viene eliminato da Lucas Pouille. All'Hungarian Open batte  Michail Kukuškin5, Serhij Stachovs'kyj e Andrej Kuznecov 6-4, 6-4, e in semifinale perde nuovamente da Lucas Pouille. Il 15 maggio raggiunge la 33ª posizione mondiale, che resterà il miglior ranking in carriera. Rinuncia agli Internazionali d'Italia a causa di problemi fisici. Torna in campo a Ginevra e viene sconfitto al primo turno.
Al Roland Garros vince il suo primo incontro in carriera superando Ričardas Berankis in tre set e cede al secondo turno contro John Isner. In doppio raggiunge i quarti di finale in coppia con Rogério Dutra da Silva. Al Challenger di Caltanissetta si conferma campione, supera tra gli altri Laslo Đere e in finale batte Alessandro Giannessi per 6-4, 6-2. Esce al primo turno ad Halle contro Alexander Zverev e ad Adalia contro Radu Albot. A Wimbledon supera per la prima volta in carriera il primo turno battendo 7-6, 4-6, 7-6, 7-5 Horacio Zeballos e perde al secondo turno da Jared Donaldson. A Umago supera Aljaž Bedene, Jiří Veselý e Alessandro Giannessi e raggiunge la sua quarta finale ATP in carriera, e viene sconfitto da Andrej Rublëv col punteggio di 6-4, 6-2. Esce al secondo turno a Gstaad e al turno di esordio a Kitzbühel, dove difendeva il titolo. A Montreal supera l'emergente Tiafoe e perde al secondo turno contro Kyrgios; esce poi al primo turno a Cincinnati. A Wiston-Salem batte Monteiro e perde negli ottavi con la wild card Fritz dopo due tie break. Agli Us Open batte João Sousa in 4 set, Gilles Müller e Thomas Fabbiano. Diventa il più anziano giocatore ad esordire nel quarto turno di uno Slam e viene eliminato da Kevin Anderson in 4 set.

### 2018 – Uscita dalla top 100, due titoli Challenger
Inizia la stagione con l'eliminazione al primo turno a Doha, mentre a Sydney batte Jordan Thompson e Albert Ramos Viñolas, prima di essere eliminato ai quarti di finale dal vincitore del torneo Daniil Medvedev. Agli Australian Open esce al primo turno dopo essere stato in vantaggio per due set a zero contro Džumhur. A Quito, dove difendeva la finale dell'anno precedente, perde al turno di esordio contro Carballés Baena; con la precoce eliminazione esce dalla top 50 del ranking per la prima volta dal giugno 2016. Annullate le previste partecipazioni ai cinque successivi tornei a causa del persistere di un problema al piede, rientra in campo al Challenger di San Luis Potosí con la testa di serie nº 1 e subisce una cocente sconfitta al debutto contro Austin Krajicek. Esce al primo turno anche nei tornei ATP di Marrakech, Montecarlo e Budapest. A Istanbul arriva ai quarti e viene battuto da Laslo Đere in tre set. Anche al Madrid Masters esce al primo turno battuto in due set da Fernando Verdasco.
Per il dolore al piede salta i tornei successivi, tra cui Roma, e si ripresenta al Roland Garros perdendo nettamente al primo turno da Anderson. Dopo l'ennesima uscita stagionale al primo turno al Challenger Città di Caltanissetta, che l'aveva visto vincitore nelle ultime due edizioni, perde la finale del nuovo Challenger dell'Aquila contro Facundo Bagnis. In luglio supera Laslo Đere a Wimbledon e perde in 4 set al secondo turno contro Gaël Monfils. Subito dopo esce al primo turno al torneo di Umago, perde quindi i punti guadagnati con la finale dell'anno precedente ed esce dalla top 100, prima volta dall'aprile 2014. Vi rientra due settimane dopo vincendo la prima edizione del Challenger di Sopot, battendo in finale Daniel Gimeno Traver per 7–6, 6–7, 6–3. Sempre ad agosto si impone anche nel Challenger di Cordenons vincendo la finale contro Valkusz. Riesce così ad entrare nel tabellone degli US Open dove al primo turno batte in quattro set Kyle Edmund e viene eliminato al secondo turno da Guido Pella. Nel prosieguo della stagione gioca solo nel circuito Challenger senza risultati di particolare rilievo e chiude il 2018 oltre la centesima stagione per la prima volta dal 2013.

### 2019 – Terzo turno agli US Open
La nuova stagione si apre a Doha dove perde nelle qualificazioni e viene ripescato, torna a giocare in un torneo ATP ed esce al primo turno per mano di Fernando Verdasco. Anche agli Australian Open esce all'ultimo turno delle qualificazioni, ed è la sua prima assenza in un torneo Slam dagli Australian Open 2014. Accede, ancora come lucky loser, al tabellone della prima edizione del torneo ATP di Cordoba e perde al primo turno contro Pella. La prima vittoria in stagione giunge nell'ATP 250 di New York con il successo sulla testa di serie nº 8 Tennys Sandgren. Negli ottavi sconfigge anche Ryan Harrison prima di arrendersi nel set decisivo al qualificato Brayden Schnur. Nel 250 di Delray Beach esce agli ottavi di finale contro la testa di serie nº 4 Steve Johnson.
Dopo tre sconfitte consecutive al primo turno, tra cui quella a Wimbledon contro Daniil Medvedev, torna al successo al primo turno del 250 di Umago a spese del qualificato tedesco Peter Torebko, per poi inchinarsi in tre set alla testa di serie nº 3 Laslo Đere. Perde all'esordio nel 250 di Gstaad. Agli US Open perde al turno decisivo di qualificazione contro Jiří Veselý al tie-break del set decisivo. Viene ripescato come lucky loser e all'esordio rimonta uno svantaggio di due set per eliminare la sedicenne wild card Zachary Svajda. Si impone in cinque partite anche su Miomir Kecmanović dopo 4 ore e 47 minuti e viene sconfitto al terzo turno da Stan Wawrinka con il punteggio di 6-4, 7-6, 7-6.

### 2020
Si arrende all'esordio nel Bangkok Challenger contro Sasikumar Mukund. Non supera le qualificazioni degli Australian Open, mentre le supera all'ATP 250 di New York (New York Open sconfiggendo in due set Guillermo García López e Noah Rubin, nel tabellone principale supera nettamente Danilo Petrović, per poi perdere contro Miomir Kecmanović 6-3 6-3. Esce al primo turno degli ATP 250 di Delray Beach e Santiago del Cile. Al Monterrey Open supera all'esordio James Ward e viene eliminato da Ulises Blanch. Agli Us Open viene sconfitto da Brandon Nakashima al primo turno con il punteggio di 6-3 6-2 7-6. Al Roland Garros, spostato a settembre a causa della pandemia di COVID-19, perde al primo turno di qualificazione contro Botic van de Zandschulp.

### 2021 – Il ritiro
Agli Australian Open viene sconfitto al primo turno delle qualificazioni. Le supera invece al Miami Open e viene sconfitto al primo turno da Ernesto Escobedo. Ad aprile raggiunge la finale in doppio al Challenger di Roma in coppia con Juan Pablo Varillas e vengono sconfitti da Sadio Doumbia e Fabien Reboul. Dopo aver perso al primo turno di qualificazioni anche al Roland Garros e a Wimbledon e preso atto delle frequenti sconfitte nei Challenger, il trentanovenne Lorenzi annuncia l'intenzione di ritirarsi dopo gli US Open. Nello Slam di New York batte al primo turno delle qualificazioni João Sousa in tre set. Chiude la carriera dopo la sconfitta contro Maxime Janvier nel match successivo con il punteggio di 6-4, 6-3.

## Vita privata
Nato a Roma e vissuto a Siena, si è in seguito trasferito a Sarasota, in Florida. Il 17 dicembre 2016 ha sposato Elisa Braccini a Siena.
È un appassionato di basket e calcio e tifa rispettivamente la Mens Sana Basket 1871 e la Fiorentina. È un contradaiolo del Nicchio. Dopo alcuni anni come vice di Sergio Palmieri, nel 2024 diventa direttore degli Internazionali d'Italia.

## Statistiche

### Singolare

#### Vittorie (1)
| Legenda              |
| Grande Slam (0)      |
| ATP Finals (0)       |
| ATP Masters 1000 (0) |
| ATP Tour 500 (0)     |
| ATP Tour 250 (1)     |

| Nr. | Data           | Torneo                            | Superficie  | Avversario in finale | Punteggio |
| 1.  | 23 luglio 2016 | Austria Open Kitzbühel, Kitzbühel | Terra rossa | Nikoloz Basilašvili  | 6–3, 6–4  |

#### Finali perse (3)
| Legenda              |
| Grande Slam (0)      |
| ATP Finals (0)       |
| ATP Masters 1000 (0) |
| ATP Tour 500 (0)     |
| ATP Tour 250 (3)     |

| Nr. | Data             | Torneo                   | Superficie         | Avversario in finale   | Punteggio           |
| 1.  | 2 marzo 2014     | Brasil Open, San Paolo   | Terra rossa indoor | Federico Delbonis      | 6–4, 3–6, 4–6       |
| 2.  | 12 febbraio 2017 | Ecuador Open, Quito      | Terra rossa        | Víctor Estrella Burgos | 7–6(2), 5–7, 6(6)–7 |
| 3.  | 23 luglio 2017   | Croatia Open Umag, Umago | Terra rossa        | Andrej Rublëv          | 4–6, 2–6            |

### Doppio

#### Vittorie (1)
| Legenda              |
| Grande Slam (0)      |
| ATP Finals (0)       |
| ATP Masters 1000 (0) |
| ATP Tour 500 (0)     |
| ATP Tour 250 (1)     |

| Nr. | Data             | Torneo                   | Superficie  | Compagno       | Avversari in finale      | Punteggio |
| 6.  | 10 febbraio 2013 | Chile Open, Viña del Mar | Terra rossa | Potito Starace | Rafael Nadal Juan Mónaco | 6–2, 6–4  |

#### Finali perse (2)
| Legenda              |
| Grande Slam (0)      |
| ATP Finals (0)       |
| ATP Masters 1000 (0) |
| ATP Tour 500 (0)     |
| ATP Tour 250 (2)     |

| N. | Data             | Torneo                       | Superficie  | Compagno          | Avversari in finale               | Punteggio |
| 1. | 15 febbraio 2015 | Brasil Open, San Paolo       | Terra rossa | Diego Schwartzman | Juan Sebastián Cabal Robert Farah | 4–6, 2–6  |
| 2. | 14 febbraio 2016 | Argentina Open, Buenos Aires | Terra rossa | Íñigo Cervantes   | Juan Sebastián Cabal Robert Farah | 3–6, 0–6  |

### Tornei minori

#### Singolare

##### Vittorie (21)
| Legenda tornei minori |
| Challenger (21)       |
| Futures (0)           |

| Nr. | Data              | Torneo                                              | Superficie  | Avversario in finale     | Punteggio           |
| 1.  | 18 settembre 2006 | Open Tarragona Costa Daurada, Tarragona             | Terra rossa | Younes El Aynaoui        | 6–4, 7–6(4)         |
| 2.  | 26 maggio 2008    | Alessandria Challenger, Alessandria                 | Terra rossa | Simone Vagnozzi          | 4–6, 7–6(5), 7–6(4) |
| 3.  | 22 giugno 2009    | Reggio Emilia Challenger, Reggio Emilia             | Terra rossa | Jean-René Lisnard        | 7–5, 1–6, 6–2       |
| 4.  | 29 giugno 2009    | Rijeka Open, Fiume                                  | Terra rossa | Blaž Kavčič              | 6–3, 7–6(2)         |
| 5.  | 21 settembre 2009 | Ljubljana Open, Lubiana                             | Terra rossa | Grega Žemlja             | 1–6, 7–6(4), 6–2    |
| 6.  | 18 luglio 2010    | Riviera di Rimini Challenger, Rimini                | Terra rossa | Federico Delbonis        | 6–2, 6–0            |
| 7.  | 10 aprile 2011    | Open Pereira, Pereira                               | Terra rossa | Rogério Dutra da Silva   | 7–5, 6–2            |
| 8.  | 25 settembre 2011 | Ljubljana Open, Lubiana                             | Terra rossa | Grega Žemlja             | 6–2, 6–4            |
| 9.  | 19 agosto 2012    | Internazionali del Friuli Venezia Giulia, Cordenons | Terra rossa | Daniel Gimeno Traver     | 7–6(5), 6–3         |
| 10. | 4 novembre 2012   | Open Medellin, Medellín                             | Terra rossa | Leonardo Mayer           | 7–6(5), 6(4)–7, 6–4 |
| 11. | 20 aprile 2014    | San Luis Potosí Challenger, San Luis Potosí         | Terra rossa | Adrián Menéndez Maceiras | 6–1, 6–3            |
| 12. | 4 ottobre 2014    | Open Cali II, Cali                                  | Terra rossa | Víctor Estrella Burgos   | 4–6, 6–3, 6–3       |
| 13. | 24 maggio 2015    | Eskişehir Cup, Eskişehir                            | Cemento     | Iñigo Cervantes          | 7–6(4), 7–6(5)      |
| 14. | 9 agosto 2015     | ATP Challenger Cortina, Cortina d'Ampezzo           | Terra rossa | Máximo González          | 6–3, 7–5            |
| 15. | 4 ottobre 2015    | Open Pereira, Pereira                               | Terra rossa | Alejandro González       | 4–6, 6–2, 6–4       |
| 16. | 10 ottobre 2015   | Open Medellin, Medellín                             | Terra rossa | Gonzalo Lama             | 7–6(3)– 2–0 rit.    |
| 17. | 16 gennaio 2016   | Canberra Tennis International, Canberra             | Cemento     | Ivan Dodig               | 6–2, 6–4            |
| 18. | 12 giugno 2016    | Città di Caltanissetta, Caltanissetta               | Terra rossa | Matteo Donati            | 6–3, 4–6, 7–6(7)    |
| 19. | 18 giugno 2017    | Città di Caltanissetta, Caltanissetta               | Terra rossa | Alessandro Giannessi     | 6–4, 6–2            |
| 20. | 5 agosto 2018     | Sopot Open Challenger, Sopot                        | Terra rossa | Daniel Gimeno Traver     | 7–6(2), 6(5)–7, 6–3 |
| 21. | 19 agosto 2018    | Internazionali del Friuli Venezia Giulia, Cordenons | Terra rossa | Máté Valkusz             | 6–3, 3–6, 6–4       |

##### Finali perse (18)
| Legenda tornei minori |
| Challenger (18)       |
| Futures (0)           |

| Nr. | Data              | Torneo                                        | Superficie  | Avversario in finale  | Punteggio        |
| 1.  | 10 aprile 2006    | San Luis Potosí Challenger, San Luis Potosí   | Terra rossa | Rainer Eitzinger      | 4–6, 7–6(5), 5–7 |
| 2.  | 6 aprile 2009     | San Luis Potosí Challenger, San Luis Potosí   | Terra rossa | Santiago Giraldo      | 2–6, 7–6(3), 2–6 |
| 3.  | 27 aprile 2009    | Open Costa Adeje - Isla de Tenerife, Tenerife | Cemento     | Marco Chiudinelli     | 3–6, 4–6         |
| 4.  | 5 ottobre 2009    | Open Tarragona Costa Daurada, Tarragona       | Terra rossa | Daniel Gimeno Traver  | 4–6, 0–6         |
| 5.  | 18 aprile 2010    | Open Pereira, Pereira                         | Cemento     | Santiago Giraldo      | 3–6, 3–6         |
| 6.  | 4 marzo 2012      | Challenger Salinas, Salinas                   | Terra rossa | Guido Pella           | 6–1, 5–7, 3–6    |
| 7.  | 18 marzo 2012     | Jalisco Open, Guadalajara                     | Cemento     | Thiago Alves          | 3–6, 6(4)–7      |
| 8.  | 8 aprile 2012     | San Luis Potosí Challenger, San Luis Potosí   | Terra rossa | Rubén Ramírez Hidalgo | 6–3, 3–6, 4–6    |
| 9.  | 22 aprile 2012    | Sarasota Open, Sarasota                       | Terra verde | Sam Querrey           | 1–6, 7–6(3), 3–6 |
| 10. | 16 settembre 2012 | Internazionali di Tennis dell'Umbria, Todi    | Terra rossa | Andrej Kuznecov       | 3–6, 0–2 rit.    |
| 11. | 10 novembre 2012  | Challenger Ciudad de Guayaquil, Guayaquil     | Terra rossa | Leonardo Mayer        | 2–6, 4–6         |
| 12. | 26 gennaio 2014   | Open Floridablanca, Bucaramanga               | Terra rossa | Alejandro Falla       | 5–7, 1–6         |
| 13. | 15 novembre 2014  | Challenger Ciudad de Guayaquil, Guayaquil     | Terra rossa | Pablo Cuevas          | w/o              |
| 14. | 8 novembre 2015   | Open Bogotá, Bogotà                           | Terra rossa | Eduardo Struvay       | 3–6, 6–4, 4–6    |
| 14. | 31 gennaio 2016   | Open Floridablanca, Bucaramanga               | Terra rossa | Gerald Melzer         | 3–6, 1–6         |
| 16. | 24 giugno 2018    | Internazionali Città dell'Aquila, L'Aquila    | Terra rossa | Facundo Bagnis        | 6–2, 3–6, 4–6    |
| 17. | 5 maggio 2019     | Savannah Challenger, Savannah                 | Terra verde | Federico Coria        | 3–6, 6–4, 2–6    |
| 18. | 11 agosto 2019    | Internazionali di Tennis Manerbio, Manerbio   | Terra rossa | Federico Gaio         | 3–6, 1–6         |

### Doppio

#### Vittorie (7)
| Legenda tornei minori |
| Challenger (7)        |
| Futures (0)           |

| Nr. | Data            | Torneo                                             | Superficie  | Compagno              | Avversari in finale              | Punteggio           |
| 1.  | 13 luglio 2008  | San Benedetto Tennis Cup, San Benedetto del Tronto | Terra rossa | Júlio Silva           | Cătălin Gârd Max Raditschnigg    | 6–3, 7–5            |
| 2.  | 2 agosto 2009   | Trofeo Bellaveglia, Orbetello                      | Terra rossa | Giancarlo Petrazzuolo | Alessio di Mauro Manuel Jorquera | 7–6(5), 3–6, [10–6] |
| 3.  | 16 ottobre 2010 | Asunción Challenger, Asunción                      | Terra rossa | Fabio Fognini         | Carlos Berlocq Brian Dabul       | 6–3, 6–4            |
| 4.  | 2 aprile 2011   | Open Barranquilla, Barranquilla                    | Terra rossa | Flavio Cipolla        | Alejandro Falla Eduardo Struvay  | 6–3, 6–4            |
| 5.  | 4 giugno 2011   | Rijeka Open, Fiume                                 | Terra rossa | Júlio Silva           | Dino Marcan Lovro Zovko          | 6–3, 6–2            |
| 6.  | 8 agosto 2015   | ATP Challenger Cortina, Cortina d'Ampezzo          | Terra rossa | Matteo Viola          | Lee Hsin-han Alessandro Motti    | 6(5)–7, 6–4, [10–3] |
| 7.  | 21 aprile 2019  | Sarasota Open, Sarasota                            | Terra verde | Martin Cuevas         | Luke Bambridge Jonny O'Mara      | 7–6(5), 7–6(6)      |

#### Finali perse (4)
| Legenda tornei minori |
| Challenger (4)        |
| Futures (0)           |

| Nr. | Data            | Torneo                          | Superficie  | Compagno              | Avversari in finale            | Punteggio   |
| 1.  | 4 maggio 2008   | Roma Open, Roma                 | Terra rossa | Giancarlo Petrazzuolo | Flavio Cipolla Simone Vagnozzi | 3–6, 3–6    |
| 2.  | 29 gennaio 2012 | Open Floridablanca, Bucaramanga | Terra rossa | Miguel Lopez Jaen     | Ariel Behar Horacio Zeballos   | 4–6, 6(5)–7 |
| 3.  | 31 ottobre 2015 | Monterrey Open, Monterrey       | Cemento     | Fernando Romboli      | Thiemo de Bakker Mark Vervoort | w/o         |
| 4.  | 25 aprile 2021  | Roma Open, Roma                 | Terra rossa | Juan Pablo Varillas   | Sadio Doumbia Fabien Reboul    | 6(5)–7, 5–7 |

## Risultati in progressione
| Sigla | Risultato               |
| ----- | ----------------------- |
| V     | Vincitore               |
| F     | Finalista               |
| SF    | Semifinalista           |
| O     | Oro olimpico            |
| A     | Argento olimpico        |
| SF    | Bronzo olimpico         |
| QF    | Quarti di Finale        |
| 4T    | Quarto turno            |
| 3T    | Terzo turno             |
| 2T    | Secondo turno           |
| 1T    | Primo turno             |
| RR    | Round Robin             |
| LQ    | Turno di qualificazione |
| A     | Assente                 |
| ND    | Non disputato           |

| Legenda superfici    |
| -------------------- |
| Cemento              |
| Terra battuta        |
| Erba                 |
| Superficie variabile |

| Torneo                     | 2005 | 2006 | 2007 | 2008 | 2009 | 2010 | 2011 | 2012 | 2013 | 2014 | 2015 | 2016 | 2017 | 2018 | 2019 | 2020 | 2021 | V–P   |
| -------------------------- | ---- | ---- | ---- | ---- | ---- | ---- | ---- | ---- | ---- | ---- | ---- | ---- | ---- | ---- | ---- | ---- | ---- | ----- |
| Tornei Grande Slam         |      |      |      |      |      |      |      |      |      |      |      |      |      |      |      |      |      |       |
| Australian Open, Melbourne | Q2   | Q3   | A    | Q1   | Q1   | 1T   | A    | 1T   | 1T   | A    | 2T   | 1T   | 2T   | 1T   | Q3   | Q2   | Q1   | 2–7   |
| Roland Garros, Parigi      | Q1   | A    | Q3   | Q2   | Q3   | 1T   | Q2   | 1T   | 1T   | 1T   | 1T   | 1T   | 2T   | 1T   | Q1   | Q1   | Q1   | 1–8   |
| Wimbledon, Londra          | Q1   | A    | Q2   | Q1   | Q1   | 1T   | Q1   | 1T   | 1T   | 1T   | 1T   | 1T   | 2T   | 2T   | 1T   | ND   | Q1   | 2–9   |
| US Open, New York          | Q2   | Q3   | Q1   | Q2   | Q1   | A    | Q2   | 1T   | 1T   | 2T   | 1T   | 3T   | 4T   | 2T   | 3T   | 1T   | Q2   | 9–9   |
| Vittorie-Sconfitte         | 0–0  | 0–0  | 0–0  | 0–0  | 0–0  | 0–3  | 0–0  | 0–4  | 0–4  | 1–3  | 1–4  | 2–4  | 6–4  | 2–4  | 2–2  | 0–1  | 0–0  | 12–32 |
| Statistiche carriera       |      |      |      |      |      |      |      |      |      |      |      |      |      |      |      |      |      |       |
| Finali ATP World Tour      | 0    | 0    | 0    | 0    | 0    | 0    | 0    | 0    | 0    | 1    | 0    | 1    | 2    | 0    | 0    | 0    | 0    | 4     |
| Tornei vinti               | 0    | 0    | 0    | 0    | 0    | 0    | 0    | 0    | 0    | 0    | 0    | 1    | 0    | 0    | 0    | 0    | 0    | 1     |
| Ranking di fine anno       | 252  | 168  | 287  | 207  | 84   | 143  | 108  | 64   | 109  | 64   | 68   | 40   | 40   | 109  | 115  | 146  | 274  |       |

### Guadagni[11]
| Anno     | ATP 250 | Challenger | Futures | Totale | YTD ($)   | Carriera ($) | Posizione |
| -------- | ------- | ---------- | ------- | ------ | --------- | ------------ | --------- |
| 1999     | 0       | 0          | 0       | 0      | 1.399     | 1.399        | 1019      |
| 2000     | 0       | 0          | 0       | 0      | 921       | 2.320        | ND        |
| 2001     | 0       | 0          | 0       | 0      | 1.770     | 4.900        | ND        |
| 2002     | 0       | 0          | 0       | 0      | 3.324     | 7.414        | 820       |
| 2003     | 0       | 0          | 1       | 1      | 8.390     | 15.804       | 572       |
| 2004     | 0       | 0          | 0       | 0      | 27.328    | 43.132       | 345       |
| 2005     | 0       | 0          | 1       | 1      | 31.474    | 74.606       | 321       |
| 2006     | 0       | 1          | 0       | 1      | 51.650    | 126.256      | 266       |
| 2007     | 0       | 0          | 0       | 0      | 50.760    | 177.016      | 283       |
| 2008     | 0       | 2          | 3       | 5      | 60.199    | 237.215      | 273       |
| 2009     | 0       | 4          | 1       | 5      | 98.918    | 336.133      | 207       |
| 2010     | 0       | 2          | 0       | 2      | 181.968   | 518.101      | 139       |
| 2011     | 0       | 4          | 0       | 4      | 111.380   | 629.481      | 189       |
| 2012     | 0       | 2          | 0       | 2      | 297.925   | 927.406      | 105       |
| 2013     | 1       | 0          | 0       | 1      | 437.565   | 1.364.971    | 77        |
| 2014     | 0       | 2          | 0       | 2      | 335.202   | 1.700.173    |           |
| 2015     | 0       | 4          | 0       | 4      | 396.537   | 2.096.710    | 310       |
| 2016     | 1       | 2          | 0       | 3      | 790.935   | 2.887.645    |           |
| 2017     | 0       | 1          | 0       | 1      | 1.152.042 | 4.039.687    | 189       |
| 2018     | 0       | 2          | 0       | 2      | 479.008   | 4.518.695    | 177       |
| 2019     | 0       | 1          | 0       | 1      | 393.316   | 4.912.011    |           |
| 2020     | 0       | 0          | 0       | 0      | 143.927   | 5.055.938    |           |
| Carriera | 2       | 27         | 6       | 35     |           | 5.055.938    |           |